# Hyalinobatrachium crurifasciatum
Hyalinobatrachium crurifasciatum és una espècie de granota que viu a Veneçuela i, possiblement també, al Brasil i Guaiana.